# Alycia Purrott
Alycia Purrott (24 de octubre de 1983) es una actriz y conductora de televisión canadiense, más conocida por interpretar a Sydney Drew en Power Rangers S.P.D..

## Biografía y carrera
Nacida de Lindsay (Ontario), sus amigos la llaman "Aly" y su generación favorita de Power Rangers es Dino Thunder.
Ha sido modelo y actriz desde que tenía 14 años, comenzando con comerciales. En 1998, a menos de un año de haberse convertido en actriz, ganó el premio a la mejor actriz de Ontario en el  Festival Dramático de Sears por interpretar a Rudy en Asleep on the Wind. Posteriormente, obtuvo papeles más importantes, tanto en televisión como en el cine. Se estableció brevemente en el sur de California, estudió periodismo mediático.
En 2005 obtuvo reconocimiento y un gran número de fanes al participar en la franquicia Power Rangers S.P.D.. Actualmente reside en el área de Vancouver. En junio de 2007, fue invitada especial en la convención de Power Rangers, Power Morphicon, celebrado en Los Ángeles. Es también una ávida fan de la serie Héroes.

## Filmografía

### Cine
- The Cutting Edge 3: Chasing the Dream (Para TV 2008)....Misha Pressel
- Black Christmas (2006)....Candy Striper
- Jailbait (Made-for-TV 2000)....Gynger
- Virtual Mom (Para TV 2000)....Tiffany

### Televisión
- Supernatural, episodio "Hollywood Babylon" (19 de april de 2007). ... Kendra
- Power Rangers S.P.D. (2005). ... Sydney 'Syd' Drew/Pink SPD Ranger
- Twice in a Lifetime, Epispdop "Double Exposure" (22 de septiembre de 1999). ... Callie